# Danh sách Thân vương nhà Thanh
Hòa Thạc Thân vương (和硕亲王) gọi tắt Thân vương (亲王) là tước vị cao nhất dành cho tông thất nhà Thanh và quý tộc bộ Hồi, đồng thời là tước vị hạng thứ 2 cho quý tộc ngoại phiên Mông Cổ (hạng nhất là Hãn). Danh sách liệt kê Thân vương tông thất trong lịch sử nhà Thanh, bao gồm truy phong đến đoạt tước, ngoại phiên Thân vương (bao gồm ngoại phiên Thân vương Mông Cổ, Thân vương bộ Hồi). Quý tộc Tây Tạng trong nhà Thanh được phong cao nhất là Quận vương.

## Thân vương Tông thất

### Lên ngôi xưng Đế
- Hòa Thạc Ung Thân vương (sau là Hoàng đế Ung Chính)
- Hòa Thạc Bảo Thân vương (sau là Hoàng đế Càn Long)
- Hòa Thạc Gia Thân vương (sau là Hoàng đế Gia Khánh)
- Hòa Thạc Trí Thân vương (sau là Hoàng đế Đạo Quang)

| Cha          | Quan hệ         | Phong hiệu              | Mẹ                        | Dòng họ        | Niên đại    | Lăng mộ    |
| ------------ | --------------- | ----------------------- | ------------------------- | -------------- | ----------- | ---------- |
| Ung Chính Đế | Hoàng tử thứ 4  | Hòa Thạc Ung Thân vương | Hiếu Cung Nhân Hoàng hậu  | Ái Tân Giác La | 1678 - 1735 | Thái Lăng  |
| Càn Long Đế  | Hoàng tử thứ 4  | Hòa Thạc Bảo Thân vương | Hiếu Thánh Hiến Hoàng hậu | Ái Tân Giác La | 1735 - 1796 | Dụ Lăng    |
| Gia Khánh Đế | Hoàng tử thứ 15 | Hòa Thạc Gia Thân vương | Hiếu Nghi Thuần Hoàng hậu | Ái Tân Giác La | 1760 - 1820 | Xương Lăng |
| Đạo Quang Đế | Hoàng tử thứ 2  | Hòa Thạc Trí Thân vương | Hiếu Thục Duệ Hoàng hậu   | Ái Tân Giác La | 1782 - 1850 | Mộ Lăng    |

### Thế tập võng thế
- Hòa Thạc Lễ Thân vương (Hòa Thạc Tốn Thân vương; Hòa Thạc Khang Thân vương)
- Hòa Thạc Duệ Thân vương
- Hòa Thạc Dự Thân vương
- Hòa Thạc Trịnh Thân vương (Hòa Thạc Giản Thân vương)
- Hòa Thạc Túc Thân vương (Hòa Thạc Hiển Thân vương)
- Hòa Thạc Thừa Trạch Thân vương (Hòa Thạc Trang Thân vương)
- Hòa Thạc Di Thân vương
- Hòa Thạc Cung Thân vương
- Hòa Thạc Thuần Thân vương (Dịch Hoàn)
- Hòa Thạc Khánh Thân vương

#### Danh sách Thiết mạo tử vương
| Cha             | Quan hệ         | Thụy hiệu                             | Mẹ                        | Dòng họ        | Niên đại    |
| --------------- | --------------- | ------------------------------------- | ------------------------- | -------------- | ----------- |
| Nỗ Nhĩ Cáp Xích | Hoàng tử thứ 2  | Lễ Liệt Thân vương Đại Thiện          | Nguyên Phi                | Ái Tân Giác La | 1583 - 1648 |
| Nỗ Nhĩ Cáp Xích | Hoàng tử thứ 14 | Duệ Trung Thân vương Đa Nhĩ Cổn       | Hiếu Liệt Vũ Hoàng hậu    | Ái Tân Giác La | 1612 - 1650 |
| Nỗ Nhĩ Cáp Xích | Hoàng tử thứ 15 | Dự Thông Thân vương Đa Đạc            | Hiếu Liệt Vũ Hoàng hậu    | Ái Tân Giác La | 1614 - 1649 |
| Thư Nhĩ Cáp Tề  | Con trai thứ 6  | Trịnh Hiến Thân vương Tế Nhĩ Cáp Lãng | Không rõ                  | Ái Tân Giác La | 1599 - 1655 |
| Hoàng Thái Cực  | Con trai trưởng | Túc Vũ Thân vương Hào Cách            | Thanh Thái Tông Kế phi    | Ái Tân Giác La | 1609 - 1648 |
| Hoàng Thái Cực  | Hoàng tử thứ 5  | Thừa Trạch Dụ Thân vương Thạc Tắc     | Hoàng Thái Tông Trắc phi  | Ái Tân Giác La | 1629 - 1655 |
| Khang Hi        | Hoàng tử thứ 13 | Di Hiền Thân vương Dận Tường          | Kính Mẫn Hoàng quý phi    | Ái Tân Giác La | 1686 - 1730 |
| Đạo Quang       | Hoàng tử thứ 6  | Cung Trung Thân vương Dịch Hân        | Hiếu Tĩnh Thành Hoàng hậu | Ái Tân Giác La | 1833 - 1898 |
| Đạo Quang       | Hoàng tử thứ 7  | Thuần Hiền Thân vương Dịch Hoàn       | Trang Thuận Hoàng quý phi | Ái Tân Giác La | 1840 - 1891 |
| Miên Tính       | Con trai trưởng | Khánh Mật Thân vương Dịch Khuông      | Không rõ                  | Ái Tân Giác La | 1838 - 1917 |

### Giáng bậc sau Thế tập không đổi
- Hòa Thạc Thành Thân vương (Nhạc Thác)

### Giáng bậc thừa tập
- Hòa Thạc Dĩnh Thân vương
- Hòa Thạc Anh Thân vương
- Hòa Thạc Kính Cẩn Thân vương
- Hòa Thạc Đoan Trọng Thân vương
- Hòa Thạc Huệ Thân vương
- Hòa Thạc An Thân vương
- Hòa Thạc Tương Thân vương
- Hòa Thạc Dụ Thân vương
- Hòa Thạc Cung Thân vương (Thường Ninh)
- Hòa Thạc Vinh Thân vương
- Hòa Thạc Lý Thân vương (Dận Nhưng)
- Hòa Thạc Thuần Thân vương (Long Hi)
- Hòa Thạc Hằng Thân vương
- Hòa Thạc Thuần Thân vương (Dận Hựu)
- Hòa Thạc Liêm Thân vương
- Hòa Thạc Lý Thân vương (Dận Đào)
- Hòa Thạc Quả Thân vương
- Hòa Thạc Định Thân vương
- Hòa Thạc Hàm Thân vương
- Hòa Thạc Hòa Thân vương
- Hòa Thạc Chất Thân vương
- Hòa Thạc Thành Thân vương (Vĩnh Tinh)
- Hòa Thạc Nghi Thân vương
- Hòa Thạc Đôn Thân vương
- Hòa Thạc Thụy Thân vương

### Truy phong
- Vinh Thân vương
- Đoan Thân vương (Thụy hiệu Đoan)
- Hoài Thân vương (Thụy hiệu Hoài)
- Triết Thân vương

| Cha          | Quan hệ         | Thụy hiệu                  | Mẹ                            | Dòng họ        | Niên đại  | Lăng mộ  |
| ------------ | --------------- | -------------------------- | ----------------------------- | -------------- | --------- | -------- |
| Thuận Trị Đế | Hoàng tử thứ 4  | Vinh Thân vương            | Hiếu Hiến Đoan Kính Hoàng hậu | Ái Tân Giác La | 1657-1658 | -        |
| Ung Chính Đế | Hoàng tử trưởng | Đoan Thân vương Hoằng Huy  | Hiếu Kính Hiến Hoàng hậu      | Ái Tân Giác La | 1697-1704 | Tây Lăng |
| Ung Chính Đế | Hoàng tử thứ 8  | Hoài Thân vương Phúc Huệ   | Đôn Túc Hoàng quý phi         | Ái Tân Giác La | 1721-1728 | Tây Lăng |
| Càn Long Đế  | Hoàng tử thứ 7  | Triết Thân vương Vĩnh Tông | Hiếu Hiền Thuần Hoàng hậu     | Ái Tân Giác La | 1746-1747 | -        |

## Ngoại phiên Thân vương

### Ngoại phiên Thân vương Mông Cổ
Dấu * là Thân vương Nhàn tản (không giữ chức vụ triều đình hoặc không có đất phong), còn lại là Thân vương Trát Tát Khắc (thường được trao cho các quý tộc Mông Cổ hoặc các lãnh chúa cai quản một vùng lãnh thổ cụ thể theo chế độ liên minh với nhà Thanh)

#### Nội Trát Tát Khắc Mông Cổ
- Triết Lí Mộc minh: 
  - Khoa Nhĩ Thấm Hữu dực Trung kì Trát Tát Khắc Hòa Thạc Thổ Tạ Đồ Thân vương (Thủy tổ là Áo Ba - Ngạch phò của Truân Triết Công chúa)
  - Khoa Nhĩ Thấm Tả dực Trung kì Trát Tát Khắc Hòa Thạc Đạt Nhĩ Hãn Thân vương (Thủy tổ là Mãn Châu Tập Lễ - anh trai Hiếu Trang Văn Hoàng Hậu, Ngạch phò của Hòa Thạc Công chúa - dưỡng nữ của Hoàng Thái Cực)
  - Khoa Nhĩ Thấm Hữu dực Hậu kì Hòa Thạc Trác Lí Khắc Đồ Thân vương* (Thủy tổ là Ngô Khắc Thiện - anh trai Hiếu Trang Văn Hoàng Hậu, thân phụ của Thế tổ Phế hậu)
  - Khoa Nhĩ Thấm Tả dực Hậu kì Trát Tát Khắc Hòa Thạc Bác Đa Lặc Cát Đài Thân vương (Đời thứ 11 là Tăng Cách Lâm Thấm)
- Tích Lâm Quách Lặc minh: 
  - Ô Châu Mục Sấm Hữu dực kì Trát Tát Khắc Hòa Thạc Xa Thần Thân vương (Thủy tổ là Đa Nhĩ Tể - cháu đời thứ 18 của Thành Cát Tư Hãn)
- Ô Lan Sát Bố Minh: 
  - Khách Nhĩ Khách Hữu dực kì Trát Tát Khắc Hòa Thạc Đạt Nhĩ Hãn Thân vương

#### Ngoại Trát Tát Khắc Mông Cổ
- Ngoại Mông Cổ:
  - Thổ Tạ Đồ Hãn bộ: Thổ Tạ Đồ Hãn bộ Hữu dực Tả kì Trát Tát Khắc Hòa Thạc Thân vương
  - Trại Âm Nặc Nhan bộ:
    - Trại Âm Nặc Nhan bộ kì Trát Tát Khắc Hòa Thạc Thân vương
    - Trại Âm Nặc Nhan bộ Trung tả dực Mạt kì Trát Tát Khắc Hòa Thạc Thân vương

  - Xa Thần Hãn bộ: Xa Thần Hãn bộ Tả dực Trung kì Trát Tát Khắc Hòa Thạc Thân vương
- Tây Sáo Mông Cổ: A Lạp Thiện kỳ Trát Tát Khắc Hòa Thạc Thân vương
- Khoa Bố Đa: Đỗ Nhĩ Bá Đặc Tiền Kì Trát Tát Khắc Hòa Thạc Thân vương
- Tân Cương Mông Cổ: Bắc Lộ Cựu Thổ Nhĩ Hỗ Đặc Kì Bố Diên Đồ Trát Tát Khắc Hòa Thạc Thân vương

### Hồi Bộ Thân vương
- Cáp Mật Trát Tát Khắc Hòa Thạc Thân vương

## Không tính ngoại phiên Thân vương
- Ở tại kinh đô là Xước La Tư Hòa Thạc Thân vương (Đạt Ngõa Tề)
- Bình Nam Thân vương: Thượng Khả Hỉ